# Susana Vieira

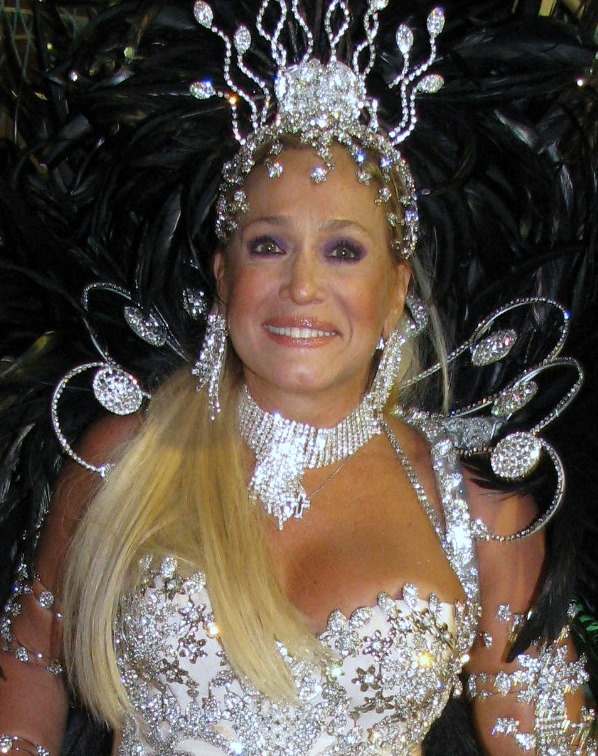
Susana Vieira

Sônia Maria Vieira Gonçalves (n. 23 august 1942) este o actriță braziliană.